# Famille Durazzo
 (juillet 2024).
Si vous disposez d'ouvrages ou d'articles de référence ou si vous connaissez des sites web de qualité traitant du thème abordé ici, merci de compléter l'article en donnant les références utiles à sa vérifiabilité et en les liant à la section « Notes et références ».
Pour les articles homonymes, voir Durazzo.
Les Durazzo sont une importante famille patricienne de Gênes, fondée par Giorgio Durazzo en 1387, qui donna notamment huit doges à la république.

## Personnalités

### Doges de Gênes
- Giacomo Grimaldi Durazzo, doge de la république de Gênes (1573-1575)
- Pietro Durazzo, doge de la république de Gênes (1619-1621)
- Giovanni Battista Durazzo, doge de la république de Gênes (1639-1641)
- Cesare Durazzo, doge de la république de Gênes (1665-1667)
- Pietro Maria Durazzo, doge de la république de Gênes (1685-1687)
- Vincenzo Durazzo, doge de la république de Gênes (1709-1711)
- Stefano Durazzo, doge de la république de Gênes (1734-1736)
- Marcello Durazzo, doge de la république de Gênes (1767-1769)
- Girolamo Luigi Durazzo (1739-1809), homme politique génois, premier et unique doge de la République ligurienne (1802-1805)

### Cardinaux
- Stefano Durazzo (Gênes, 1594 – Rome 1667), cardinal et archevêque de Gênes
- Marcello Durazzo (Gênes, 1634 – Rome 1710), cardinal et archevêque de Gênes

### Gouverneurs de la Corse
- Cesare Durazzo, gouverneur de la Corse (1645-1647)
- Matteo Durazzo, gouverneur de la Corse (1654-1658)
- Carlo Emmanuele Durazzo, gouverneur de la Corse (1671-1672)
- Nicolo Durazzo, gouverneur de la Corse (1724-1726)

### Comte
- Giacomo Durazzo (1717-1794), diplomate et homme de théâtre italien

### Naturalistes et botanistes

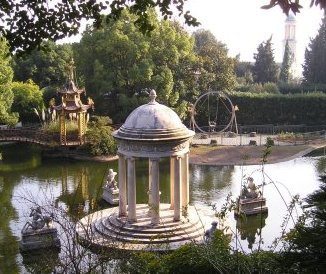
Villa Durazzo-Pallavicini à Pegli

- Giacomo Filippo Durazzo (1729-1812)
- Clelia Durazzo (1760-1830)
- Ippolito Maurizio Maria Durazzo (1752-1818), botaniste italien

### Artistes
- Michelangelo Durazzo (1935-1993), photographe italien